# Jane Suuto
Jane Suuto (sinh ngày 08 tháng 8 năm 1978 tại Mbale) là một vận động viên chạy đường dài người Uganda. Cô đã tham gia cuộc thi marathon tại Thế vận hội Mùa hè 2012, xếp thứ 93 với thời gian 2:44:46.